# Classificazione Pecos

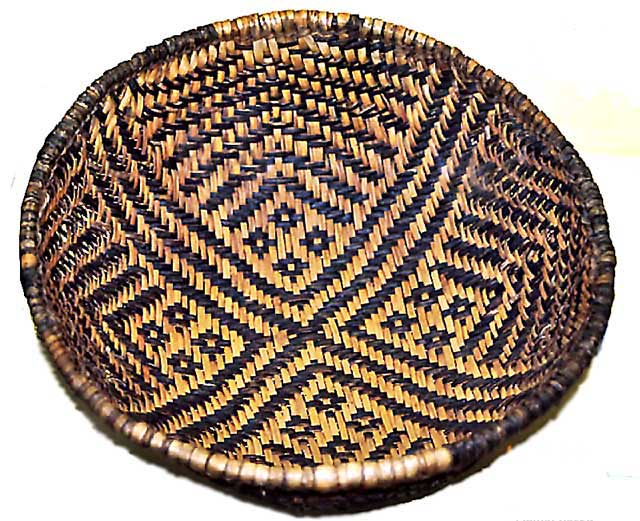
Cesto del periodo Basketmaker II-III proveniente dall'area di Mesa Verde.

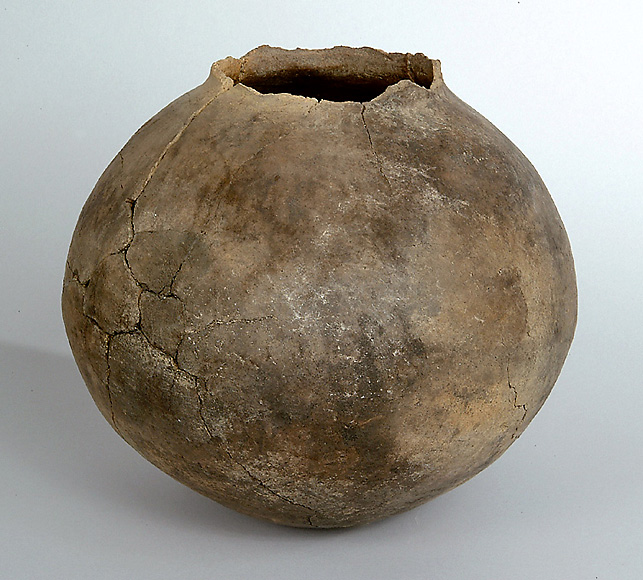
Vaso Anasazi del periodo Obelisk (inizio Basketmaker III)

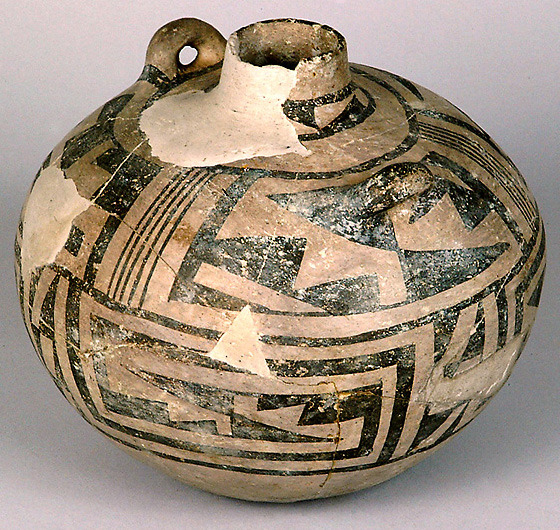
Borraccia in ceramica del periodo II-III proveniente dagli scavi di Chaco Canyon

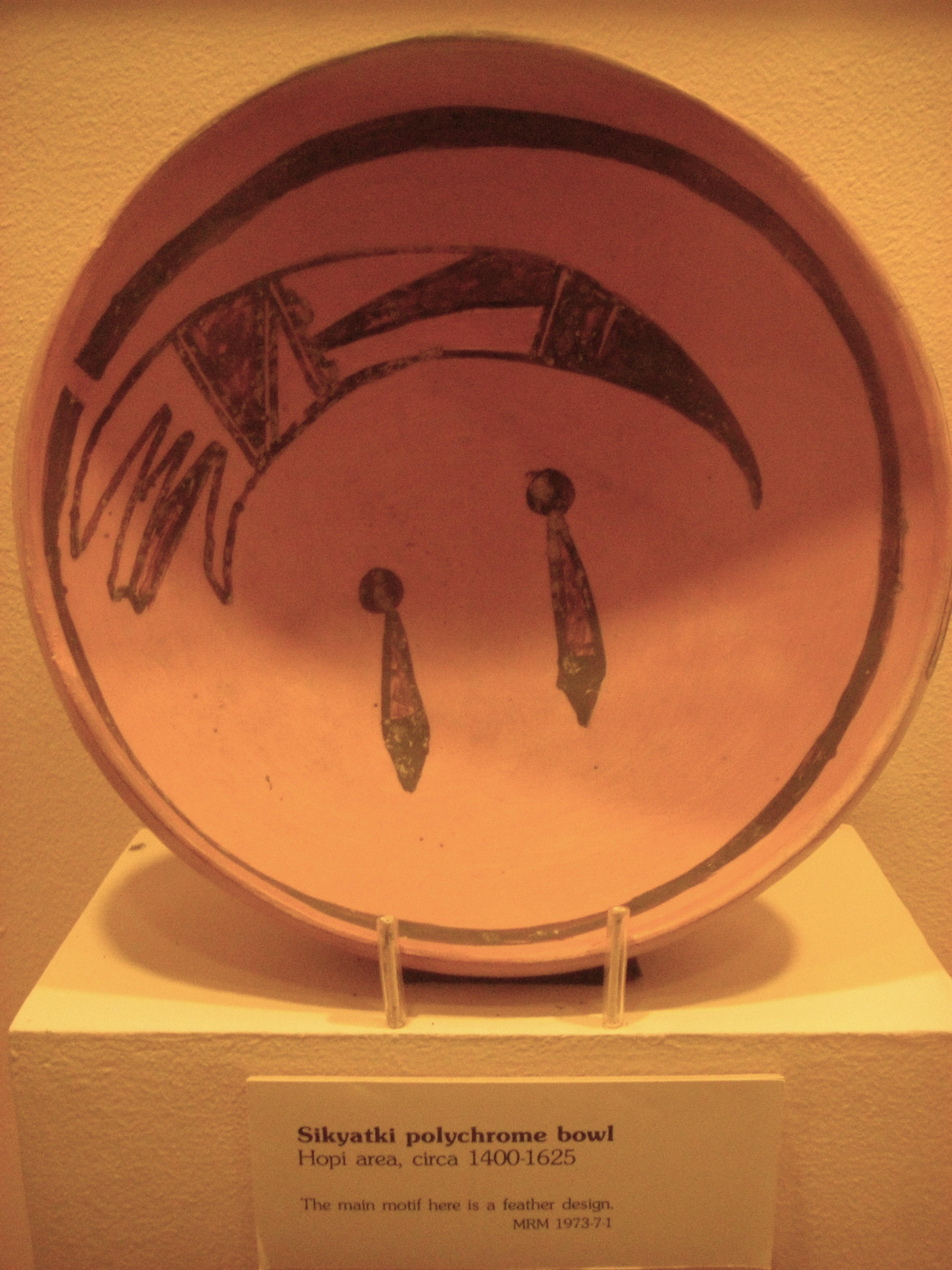
Tazza Hopi del periodo Pueblo IV

La Classificazione Pecos è un sistema di classificazione della cultura dei Popoli Ancestrali del sud-ovest degli Stati Uniti (detti anche Anasazi), secondo fasi sequenziali definite sulla base di cambiamenti in vari aspetti sociali e culturali quali l'architettura, le manifestazioni artistiche ed i manufatti prodotti (canestri e vasellame). Questa classificazione venne proposta per la prima volta dall'archeologo americano Alfred Kidder nella conferenza archeologica tenutasi a Pecos (Nuovo Messico) nel 1927.
Al momento della sua definizione ci si aspettava che questa classificazione potesse essere  utilizzata per suddividere la cultura di tutte le popolazioni del sud-ovest degli Stati Uniti. Viceversa successivamente si vide che essa doveva essere circoscritta al bacino del San Juan e alla cultura Anasazi. Inoltre, rispetto alla sua prima formulazione, nel tempo sono state applicate alcune modifiche e dei riferimenti temporali assoluti che mancavano nella prima versione. Comunque data la sua diffusione, in molti casi essa si usa come riferimento comparativo anche per altre culture native americane diverse dagli Anasazi.

## Classificazione originale
La classificazione iniziale prevedeva 8 fasi di sviluppo senza definizione di date o durata:
| N. | Fase                                | Caratteristiche |
| -- | ----------------------------------- | --- |
| 1  | Basketmaker I, o Primo Basketmaker  | Ipotetica fase pre-agricola |
| 2  | Basketmaker II, o Basketmaker       | Periodo in cui l'agricoltura si aggiunge alla caccia e raccolta. Utilizzo del sistema lancia-propulsore in quanto l'arco e la freccia non erano ancora arrivati nella regione. Produzione di cesti per la raccolta di frutta, semi e bacche. Assenza di ceramiche.                                                      |
| 3  | Basketmaker III, o Post-Basketmaker | Costruzione di case interrate (pit-house). Compaiono i primi kiva. Utilizzo di arco e frecce nella caccia. Produzione di ceramiche non decorate per cucinare. |
| 4  | Pueblo I, o Proto-Pueblo            | Inizia la costruzione di abitazioni fuori terra, costituite da ambienti rettangolari contigui realizzati in pietra (pueblo). Le ceramiche da cucina divengono più evolute tecnicamente e di aspetto più piacevole. Realizzazione di sistemi per l'irrigazione e la raccolta delle acque piovane.                        |
| 5  | Pueblo II                           | Diffuso sviluppo delle costruzioni in muratura. Crescita e diffusione sul territorio dei villaggi. I kiva divengono più grandi e svolgono un ruolo centrale nella vita della comunità. Decorazione di ceramiche e maggiori sofisticazioni nella ceramiche da cucina.                                                    |
| 6  | Pueblo III, o Grande Pueblo         | Massima espansione degli insediamenti in grandi pueblo su più piani. Sviluppo di centri densamente popolati quali: Chaco Canyon, Mesa Verde, Yellow Jacket e Canyon de Chelly. Presenza di realizzazioni artistiche e artigianato in forme specializzate ed elaborate. Intenso sviluppo dell'orticoltura e agricoltura. |
| 7  | Pueblo IV, o Protostorico           | Durante questo periodo si ebbe un abbandono di molti pueblo in coincidenza con l'arrivo degli Spagnoli nella zona. La produzione delle ceramiche perse i connotati artistici e si torno a forme più elementari di manufatti.                                                                                            |
| 8  | Pueblo V, o Storico                 | Periodo recente caratterizzato dai rapporti della cultura Pueblo con gli spagnoli prima e messicani e americani poi. |

## Limiti della classificazione originale ed evoluzione dell'Archeologia del Sud-Ovest
Sebbene la Classificazione Pecos sia stato un passo estremamente importante per l'organizzazione della preistoria nell'area sud-occidentale degli Stati Uniti, la sua applicazione fece emergere alcuni problemi.
In primo luogo si capì che essa non poteva essere utilizzata come una guida rigorosa di ordine cronologico di quanto era accaduto nell'intero sud-ovest, perché non vi era stata progressione uniforme delle fasi nelle varie aree. Nel 1935, Frank H. H. Roberts, Jr. (1897-1966) propose una revisione che indicava come le varie fasi Pecos, mentre si susseguivano nel tempo, non erano sincrone in tutto il sud-ovest, né ci si doveva aspettare che fossero necessariamente tutte ugualmente presenti nelle varie aree.
Un altro problema fu connesso alla crescente consapevolezza della esistenza di più varietà culturali nel sud-ovest preistorico. Infatti, nel 1927, quando la classificazione Pecos fu sviluppata, era dominante l'idea che la preistoria del sud-ovest fosse limitata ad uno sviluppo verso oriente della cultura Pueblo che includeva la zona nord del Rio Grande. Con il progredire della ricerca archeologica nelle aree del basso deserto di Sonora, le montagne Mogollon, e l'area occidentale Anasazi, divenne chiaro che il modello pueblo orientale era solo uno dei numerosi modelli e che i periodi Pueblo non erano generalmente applicabili, come era stato inizialmente pensato.
Interno alla metà degli anni '30 apparve evidente che la sequenza di periodi Basketmaker-Pueblo poteva essere applicata pienamente solo alla cultura della zona nord del Sud-ovest. Quindi, per segnare il carattere culturale distintivo di questa zona rispetto alle altre parti del Sud-Ovest, Kidder propose in nome di Anasazi per questa cultura. Kidder derivò il nome dalla parola Navajo che lui aveva tradotto come "vecchio popolo". In realtà pur se una traduzione più precisa della parola è "antichi nemici", il termine divenne largamente utilizzato. Recentemente tuttavia, con la consapevolezza della corretta traduzione, il termine è diventato meno accettato e si preferisce usare quello di Ancestral Puebloans o Popoli Ancestrali.
Attraverso gli studi e le scoperte archeologiche degli anni successivi divenne chiaro che un grande cambiamento nella vita dei popoli del Sud-ovest era venuto tra circa il 1500 ed il 1000 a.C., quando il mais e la zucca iniziarono ad essere coltivati da alcuni popoli, ponendo fine a quello che viene definito Periodo Arcaico. Infatti nei successivi mille anni si ebbe una crescente presenza delle coltivazioni, che in un primo momento costituirono una parte marginale dell'economia, ma che poi andarono a determinare un'importante transizione dal modo di vita Arcaico caratterizzato da un sistema di produzione alimentare basato su caccia e raccolta a una graduale dipendenza dall'agricoltura.
Intorno al 400 a.C., i fagioli iniziarono ad essere coltivati, e molte zone del sud-ovest entrarono in un periodo di agricoltura iniziale, cui fece seguito uno stile di vita più stabile con la comparsa della ceramica e di una maggiore concentrazione negli insediamento intorno al 200 d.C.
Quando il modo di vita agricolo divenne lo standard per la maggior parte del Sud-Ovest, il modello più generale di cultura arcaica diede luogo a quattro culture regionali specifiche:
- Pueblo Ancestrali: nella zona  nord del sud-ovest, essenzialmente nella parte centrale del Colorado Plateau (detta area  dei Four Corners);
- Hohokam: nel deserto di Sonora e nel bacino inferiore del Gila river nel sud dell'Arizona;
- Mogollon: nelle montagne omonime del sud dell'Arizona;
- Patayan: lungo il confine meridionale del fiume Colorado e nel tratto occidentale del Colorado Plateau.

## Classificazione corrente
Sulla base di quanto emerso dallo studio dell'archeologia del Sud-ovest degli Stati Uniti dopo il 1927, data della prima formulazione della Classificazione Pecos, questo sistema rimane tuttora in uso sia pure con alcune limitazioni e differenze rispetto alla prima versione:
- in primo luogo la classificazione è applicabile solo alla cultura Anasazi del nord del Colorado Plateau e non in tutto il Sud-Ovest;
- definita una cultura specifica diventa possibile una datazione delle fasi, inizialmente non prevista;
- la fase iniziale ipotizzata, chiamata Basketmaker I, non risulta distinguibile dalla generica fase arcaica comune a tutte le culture del Sud-Ovest;

| Date                | Periodo                   | Caratteristiche |
| ------------------- | ------------------------- | --- |
| 6500 a.C.-200 a.C.  | Era Arcaica del Sud-Ovest | L'era Arcaica nel, Sud-Ovest degli Stati Uniti è caratterizzata principalmente da una economia di caccia e raccolta di semi, noci e frutta. Per la caccia vengono utilizzate reti e Atlatl. Le popolazioni vivevano principalmente all'aperto anche se costruivano rifugi occasionali. Verso la fine del periodo inizia a essere praticata la coltivazione del mais. Nei punti di semina e di raccolta comunque non si costituivano stabili insediamenti, ma erano solo punti di aggregazione stagionali. Inizia anche la coltivazione di fagioli e zucca. |
| 200 a.C. - 500 d.C. | Basketmaker II            | Questo periodo è variamente datato fra il 1000 a.C. ed il 500 d.C. in differenti zone del Sud-Ovest. In questo periodo l'agricoltura si aggiunge alla economia di caccia e raccolta che permane come elemento importante. Utilizzo del sistema lancia-propulsore in quanto l'arco e la freccia non erano ancora arrivati nella regione. Si avevano due tipi fondamentali di insediamenti: ripari nelle rocce e luoghi all'aperto. Le pit-house erano piccole e non sostanziali fino alla fine del periodo, quando villaggi di pit-house compaiono nel Sud-ovest del Colorado. Non esistono siti conosciuti che indicano unità residenziali più grandi di poche famiglie. È ben sviluppata la tradizione delle incisioni rupestri e della pittura sulla roccia con forme e immagini che ben si raccordano con quelli dei popoli Pueblo. Elaborata produzione di cesti decorati, sostanziale assenza di ceramiche. |
| 500 - 700           | Basketmaker III           | Il periodo Basketmaker III è generalmente datato fra il 400/500 ed il 700/750. Le principali caratteristiche di questo periodo valide in tutto il sud-ovest includono il diffuso utilizzo di case interrate (pit-house), utilizzo di arco e frecce nella caccia, cisterne verticali di stoccaggio, produzione di ceramiche non decorate per cucinare. Maggiore dipendenza dalle colture agricole con coltivazione di più varietà di prodotti che si aggiungono al mais e alla zucca (esempio fagioli). In particolare è molto importante la combinazione dei fagioli (quindi proteine) con le ceramiche che consentono di cuocere più facilmente cibi con alto valore nutritivo. Compaiono i primi kiva. |
| 700 - 900           | Pueblo I                  | Questo periodo è datato tra il 700/750 ed il 900. Inizia la costruzione di abitazioni fuori terra, costituite da ambienti rettangolari contigui realizzati in adobe (pueblo). Le ceramiche da cucina divengono più evolute tecnicamente e di aspetto più piacevole. Realizzazione di sistemi per l'irrigazione e la raccolta delle acque piovane. Numerosi siti di questa epoca si trovano in tutto il sud-ovest. |
| 900 - 1100          | Pueblo II                 | Questo periodo si estende dal 900 al 1100/1150. Diffuso sviluppo delle costruzioni in muratura. Crescita e diffusione sul territorio dei villaggi. I kiva divengono più grandi e svolgono un ruolo centrale nella vita della comunità. Decorazione di ceramiche e maggiori sofisticazioni nella ceramiche da cucina. Il più noto esempio di sito di questo periodo è il Chaco Canyon. |
| 1100 - 1300         | Pueblo III                | Periodo solitamente datato fra il 1100/1150 e 1300. Nella prima parte di questo periodo si ha la massima espansione degli insediamenti in grandi pueblo su più piani. Sviluppo di centri densamente popolati quali: Chaco Canyon, Mesa Verde, Yellow Jacket e Canyon de Chelly. Produzione di ceramiche da cucina grigie non corrugate. Ceramiche artistiche colorate nero su bianco prevalentemente, ma anche inizio di produzioni policrome. Presenza di realizzazioni di artigianato in forme specializzate ed elaborate. Intenso sviluppo dell'orticoltura e agricoltura. A partire dal 1200 inizia un periodo di declino forse a causa della siccità. Inizia l'abbandono della zona dei Four Corners. |
| 1300 - 1600         | Pueblo IV                 | Periodo datato fra 1300 e 1600. Prosegue l'abbandono della zona nord con spostamento verso sud verso il Rio Grande. Verso la fine del periodo si ebbe un abbandono di molti pueblo in coincidenza con l'arrivo degli Spagnoli nella zona. La produzione delle ceramiche perse i connotati artistici e si torno a forme più elementari di manufatti. Si forma il culto delle Kachina. |
| 1600 - oggi         | Pueblo V                  | Periodo storico che copre dal 1600 al tempo presente caratterizzato dai rapporti della cultura Pueblo con gli spagnoli prima e messicani e americani poi. Si consolida il culto delle Kachina che vengono rappresentate su murales all'interno dei Kiva. |